# Дренє
Дренє (словен. Drenje) — поселення в общині Доленьське Топлице, регіон Південно-Східна Словенія, Словенія. Висота над рівнем моря: 256,5 м.